# Xô viết Đại biểu Công nhân và Binh sĩ Petrograd
Xô viết Đại biểu Công nhân và Binh sĩ Petrograd (tiếng Nga: Петроградский совет рабочих и солдатских депутатов, Petrogradskiy soviet rabochikh i soldatskikh deputatov) còn được gọi là Xô viết Petrograd (tiếng Nga: Петроградский совет, Petrogradskiy soviet, Petrosovet) là một cơ quan đại diện quyền lực tập thể, được thành lập theo mệnh lệnh bí mật trong những ngày đầu tiên Cách mạng Tháng Hai nổ ra ở Petrograd và tuyên bố quyền lực tối cao không chỉ ở Petrograd mà trên toàn nước Nga. Trước khi Đại hội đại biểu công nhân và binh lính Xô viết toàn Nga lần thứ nhất (ngày 16/6 - 7/7/1917 (tức ngày 3/6 - 24/6 theo lịch cũ, lịch Julius của Nga)) được tổ chức, Petrograd là trung tâm dân chủ cách mạng toàn Nga, cơ quan cách mạng-dân chủ chuyên chính vô sản và nông dân, dựa vào lực lượng vũ trang - dân quân công nhân và các trung đoàn dự bị chính quy của Quân khu Petrograd (Петроградского военного округа).
Tiền thân trước đây của Xô viết Petrograd là Nhóm Lao động của Ủy ban Công nghiệp Quân sự Trung ương (Центрального военно-промышленного комитета), được phái Menshevik thành lập vào tháng 11 năm 1915, mặc dù trước đó ngay từ năm 1905, trong những ngày đầu của cuộc cách mạng Nga lần thứ nhất, đã từng có Xô viết Đại biểu Công nhân Petersburg (Петербургский совет рабочих депутатов).

## Thành lập Xô viết
Đầu năm 1917, Nhóm Lao động của Ủy ban Công nghiệp Quân sự Trung ương do Kuzma Antonovich Gvosdev phái Menshevik đứng đầu đã tích cực tổ chức tổng bãi công công nhân kỷ niệm "Ngày chủ nhật đẫm máu (1905)". Vào cuối tháng 1 năm 1917, Nhóm Lao động của Ủy ban Công nghiệp Quân sự Trung ương bắt đầu tổ chức một cuộc biểu tình chống chính phủ mới, thời gian trùng với ngày khai mạc phiên họp thường kỳ của Duma Quốc gia; tổ chức ra lời kêu gọi yêu cầu "dứt khoát xóa bỏ chế độ chuyên quyền". Đáp trả lại, chính quyền Sa hoàng đã bắt giữ các lãnh đạo của Nhóm Lao động vào đêm 26/1 (8/2) rạng sáng ngày 27/1 (9/2) năm 1917. Một tháng sau, trong cuộc khởi nghĩa vũ trang bởi một đơn vị đồn trú ở Petrograd họ đã được giải thoát (đầu Cách mạng Tháng Hai): vào sáng ngày 27 tháng 2 (12 tháng 3), họ được trả tự do và cùng với các chiến sĩ cách mạng và công nhân đến Cung điện Tauride (Duma Quốc gia), nơi nhiều dân biểu đã không tuân theo sắc lệnh của Sa hoàng ngày 25 tháng 2 về việc tạm đình chỉ Duma, do đó trở thành lực lượng đối lập với Sa hoàng Nicholas II.

### Ủy ban lâm thời của Duma Quốc gia

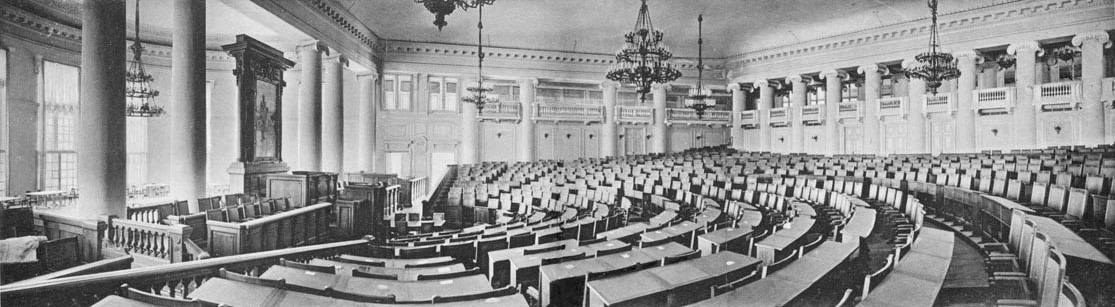
Hội trường bán nguyệt Cung điện Tauride, nơi thành lập Ủy ban lâm thời Duma Quốc gia, 1917

Trong Hội trường bán nguyệt của Cung điện Tauride, ngày 27 tháng 2, các đại biểu đã thành lập Ủy ban lâm thời Duma Quốc gia (Временный комитет Госдумы), cơ quan này bắt đầu thực hiện các nhiệm vụ của quyền lực tối cao, hình thành Chính phủ lâm thời.
Tên đầy đủ là "Ủy ban các đại biểu Duma Quốc gia để thiết lập trật tự ở thủ đô và liên lạc với nhân dân và các tổ chức" (Комитет членов Государственной Думы для водворения порядка в столице и для сношения с лицами и учреждениями). Lãnh đạo ủy ban là Mikhail Vladimirovich Rodzianko, đồng thời là Chủ tịch Duma Quốc gia.

### Ủy ban chấp hành lâm thời Xô viết đại biểu công nhân
Trong một căn phòng khác của cung điện Tauride, vào cùng ngày, cùng với các đại biểu phái Menshevik trong Duma, đại diện của các đảng xã hội chủ nghĩa khác, lãnh đạo các tổ chức công đoàn hợp pháp, hợp tác xã và các tổ chức khác, đã quyết định thành lập Ủy ban chấp hành lâm thời Xô viết đại biểu công nhân - cơ quan triệu tập quốc hội lập hiến Xô viết đại biểu công nhân. Ủy ban bao gồm Kuzma Antonovich Gvosdev, Boris Osipovich Bogdanov (phái Menshevik, lãnh đạo nhóm lao động Ủy ban Công nghiệp Quân sự Trung ương), Nikoloz Semyonovich Chkheidze, Matvey Ivanovich Skobelev (đại biểu Duma Quốc gia thuộc phái Menshevik), Naum Yurievich Kapelinsky, Konstantin Sergeevich Grinevich (Shekhter) (những người theo chủ nghĩa quốc tế Menshevik), Nikolai Dmitrievich Sokolov (Dân chủ Xã hội - không phe phái), Henrich Moiseevich Erlich (Tổng liên đoàn công nhân Do Thái Litva, Nga và Ba Lan).
Không có người Bolshevik nào trong Ủy ban chấp hành lâm thời. Sau khi tập trung lực lượng chính của họ trên các đường phố, Ban Chấp hành Trung ương Đảng Lao động Dân chủ Xã hội Nga và các tổ chức Bolshevik khác đã đánh giá thấp các hình thức tác động khác đối với phong trào đang phát triển và đặc biệt, bỏ sót Cung điện Tauride, nơi tập trung các nhà lãnh đạo của các đảng xã hội chủ nghĩa khác nhau, những người đã tiếp quản tổ chức Xô viết.

### Xô viết Petrograd

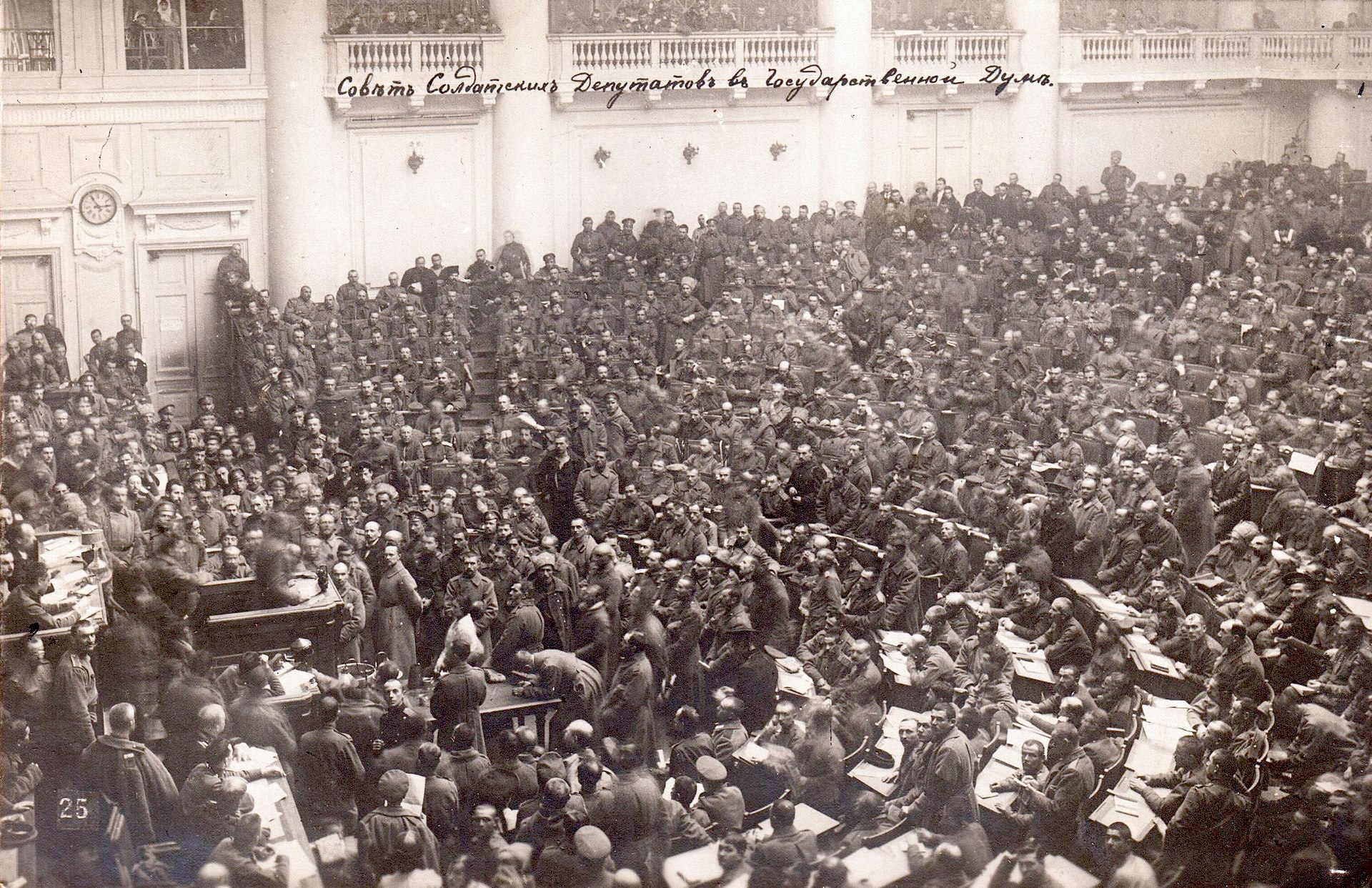
Phiên họp Xô viết Petrograd năm 1917

Ủy ban chấp hành lâm thời kêu gọi công nhân bầu cử đại biểu cho Xô viết Petrograd (mỗi đại biểu tương ứng một nghìn công nhân, nhưng không ít hơn một đại biểu cho mỗi nhà máy), và binh lính khởi nghĩa - bầu một đại diện cho mỗi xí nghiệp.
Phiên họp đầu tiên (sáng lập) của Xô viết Petrograd đã khai mạc tại Cung điện Tauride vào ngày 27 tháng 2 (12 tháng 3) lúc 9 giờ tối và kết thúc vào đêm ngày 28 tháng 2. Phiên họp đã bầu ra thành phần ban đầu của Ủy ban chấp hành thường trực và thông qua lời kêu gọi "Đối với người dân Petrograd và Nga", trong đó nêu rõ:
Xô viết đại biểu công nhân, thuộc Duma Quốc gia, đặt nhiệm vụ chính là tổ chức các lực lượng nhân dân và đấu tranh đến đích đến cuối cùng là củng cố chính trị tự do và chính quyền nhân dân Nga... Chúng tôi mời toàn thể nhân dân thủ đô ngay lập tức tập hợp xung quanh Xô viết, thành lập các ủy ban địa phương ở các quận và nắm quyền kiểm soát mọi công việc của địa phương. Cùng nhau, chúng ta sẽ đấu tranh xóa bỏ hoàn toàn chính phủ cũ và triệu tập Quốc hội Lập hiến, được bầu bằng phổ thông, bình đẳng, trực tiếp và bỏ phiếu kín.

Các thành viên tham dự cuộc họp đã thông qua đề xuất của Ban Chấp hành Trung ương Đảng Lao động Dân chủ Xã hội Nga về việc tổ chức dân quân công nông.
Tờ báo "Tin tức Đại biểu Công nhân Xô viết Petrograd", bắt đầu được xuất bản vào ngày 28 tháng 2 (13 tháng 3), trở thành cơ quan ngôn luận chính thức của Xô viết Petrograd.

### Ủy ban Chấp hành Thường trực Xô viết Petrograd
Chỉ có hai người Bolshevik là Alexander Gavrilovich Shliapnikov và Pyotr Antonovich Zalutsky - tham gia cơ cấu ban đầu của Ủy ban Chấp hành Thường trực Xô viết Petrograd gồm 15 người. Vào ngày 28 tháng 2 (13 tháng 3) năm 1917, số lượng của Ủy ban Chấp hành được tăng lên 20 người với sự chi phối bởi đại biểu từ các đảng phái chính trị. Vào ngày 1 tháng 3 (14 tháng 3) năm 1917, 10 đại biểu được bầu bổ sung từ binh lính và thủy thủ vào Ủy ban Chấp hành, trong đó có hai người Bolshevik. Cùng ngày, Xô viết Đại biểu Binh sĩ được thành lập từ các đại biểu đơn vị đồn trú Petrograd thống nhất với Xô viết Đại biểu Công nhân. Đồng thời, số lượng đại biểu các đơn vị đồn trú vượt xa số lượng đại biểu công nhân. Do đó, một Xô viết Đại biểu Công nhân và Binh sĩ duy nhất đã được thành lập. Đến ngày 2 tháng 3 năm 1917, Ủy ban Chấp hành đã bao gồm 36 thành viên, trong đó có bảy người Bolshevik.

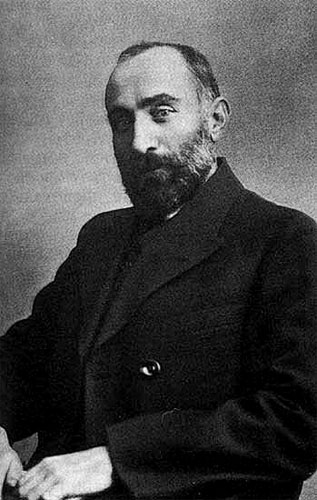
Nikoloz Semyonovich Chkheidze, Chủ tịch Ủy ban Chấp hành Petrosovet (3-9/1917)

Người đứng đầu Ủy ban Chấp hành Xô viết Petrograd là Nikoloz Semyonovich Chkheidze - thủ lĩnh phái Dân chủ Xã hội Menshevik, thành viên của Ủy ban lâm thời Duma Quốc gia, được thành lập cùng thời điểm. Các Phó Chủ tịch là Menshevik Matvey Ivanovich Skobelev và Nhà cách mạng xã hội chủ nghĩa Aleksander Fedorovich Kerensky (cả ba đều là thành viên của Duma Quốc gia Đế chế Nga khóa IV và hội tam điểm).
Chkheidze và Kerensky được Xô viết Petrograd bổ nhiệm làm đại diện của mình trong Ủy ban lâm thời Duma Quốc gia. Đồng thời, các ủy ban đầu tiên của Ủy ban Chấp hành Xô viết được thành lập - quân sự và thực phẩm, thiết lập sự hợp tác chặt chẽ với các ủy ban liên quan của Ủy ban lâm thời Duma Quốc gia. Đến ngày 3 tháng 3 (16 tháng 3) năm 1917, số lượng ủy ban tăng lên mười một. Vào 17 tháng 4 (30 tháng 4),  1917, sau khi Hội nghị Xô viết toàn Nga, tại đó có 16 đại biểu của Xô viết tỉnh và các đơn vị quân đội ở tuyến đầu được đưa vào Ủy ban chấp hành Xô viết Petrograd, Cục của Ủy ban chấp hành được tạo ra để thực hiện công việc thường nhật.
Vào ngày 9 tháng 3 (22 tháng 3), năm 1917, nhóm Bolshevik của Xô viết Petrograd (khoảng 40 người) đã hình thành.
Chủ tịch Ủy ban Chấp hành:
- Nikoloz Semyonovich Chkheidze (từ 27 tháng 2 (12 tháng 3) năm 1917 đến ngày 6 tháng 9 (19 tháng 9)  năm 1917)
- Lev Davidovich Trotsky (từ ngày 7 tháng 9 (20 tháng 9)  năm 1917 đến 13 tháng 12 (26 tháng 12) năm 1917)[1]
- Grigory Yevseyevich Zinovyev (từ ngày 13 tháng 12  năm 1917 đến ngày 26 tháng 3 năm 1926)

## Sau Cách mạng Tháng Hai
Ngay từ chiều ngày 27 tháng 2 (ngày 12 tháng 3), Ủy ban Chấp hành lâm thời Xô viết Đại biểu công nhân đã thành lập ủy ban lương thực, bao gồm các thành viên phái Mensheviks Vladimir Gustavovich Groman, I.D. Volkov, và một số công nhân hợp tác xã Tiêu dùng. Ủy ban đã thiết lập mối liên hệ với Ủy ban lâm thời Duma Quốc gia và sau đó hoạt động như một phần "cơ quan chung của ủy ban Duma và Xô viết". Cùng với việc hoàn thành nhiệm vụ quan trọng là tổ chức cung cấp lương thực cho thủ đô, Ban lãnh đạo lâm thời Menshevik theo đuổi các mục tiêu chính trị - chuẩn bị chuyển giao quyền lực cho giai cấp tư sản. Việc thành lập Ủy ban lương thực chung đã giúp dễ dàng đạt được thỏa thuận giữa Ủy ban Chấp hành Xô viết và Ủy ban Duma về việc thành lập Chính phủ lâm thời.
Chiều tối ngày 27 tháng 2 (12 tháng 3), Ủy ban Chấp hành lâm thời Xô viết đại biểu công nhân được thành lập với nòng cốt ban đầu là ủy ban quân sự dưới hình thức đại bản doanh của quân khởi nghĩa. Trung tá Sergey Dmitrievich Mstislavsky (Maslovsky), một nhân viên của Học viện Quân sự, và Thượng tá Hải quân Vasily Nikolaevich Filippovsky đã được mời tham gia. Mstislavsky được giao nhiệm vụ chỉ huy các hoạt động quân sự của lực lượng khởi nghĩa, trong khi Filippovsky được giao nhiệm vụ chỉ huy bảo vệ Cung điện Tauride. Ngoài họ, các thành viên còn có sĩ quan pháo binh kỹ sư Peter Akimovich Palchinsky, quan chức Đảng Xã hội Chủ nghĩa-Cách mạng Mechislav Mikhailovich Dobranitsky và các quan chức khác, chủ yếu là các praporshchik (sĩ quan cấp dưới). Sau khi bầu Ủy ban chấp hành thường trực Petrosoviet, Chkheidze, Skobelev, Kerensky và các thành viên khác của Ủy ban chấp hành được đưa vào tổng hành dinh của quân khởi nghĩa, được đặt tên là ủy ban quân sự (военной комиссии). Vào đêm 28 tháng 2, một cơ quan quân sự tương tự được gọi là Ủy ban quân vụ (Военная комиссия) cũng được thành lập bởi Ủy ban lâm thời Duma Quốc gia. Ủy ban Quân vụ Duma, do Đại tá Boris Alexandrovich Engelhardt đứng đầu, tự đặt nhiệm vụ khuất phục về mặt chính trị và tổ chức quân đội đồn trú. Tuy nhiên, ban lãnh đạo Xã hội Chủ nghĩa Cách mạng-Menshevik của Petrosoviet đã quyết định hợp nhất ủy ban Xô viết và Duma. Ủy ban hợp nhất, do Engelhardt chủ trì, bị chi phối bởi những người được bổ nhiệm của ủy ban Duma. Đêm 28/2 (tức ngày 13/3), Mikhail Vladimirovich Rodzianko đã ký một sắc lệnh do Engelhardt chuẩn bị cho quân của đồn trú ở Petrograd, có nội dung:
1) Tất cả các binh lính cấp dưới và các đơn vị quân đội ngay lập tức trở về doanh trại của mình;
2) Tất cả các sĩ quan phải trở về đơn vị và thực hiện mọi biện pháp để vãn hồi trật tự;
3) Tư lệnh của các đơn vị sẽ đến Duma Quốc gia để nhận lệnh lúc 11 giờ sáng ngày 28 tháng 2.

Ngày 1 (14) tháng 3 năm 1917, Ủy ban Quân sự do Alexander Ivanovich Guchkov đứng đầu, sau là Bộ trưởng Bộ Quân sự và Hải quân trong Chính phủ Lâm thời. Kết quả là, ủy ban bắt đầu đóng vai trò là một trong những trung tâm mà xung quanh đó các sĩ quan phản dân chủ được nhóm lại. Sau khi Mệnh lệnh số 1 được thông qua, ủy ban không còn bất kỳ quyền lực thực sự nào đối với các đơn vị đồn trú nữa.
Ngày 28 tháng 2 (13 tháng 3), Ủy ban chấp hành Petrosoviet kêu gọi các quân nhân "chấp hành mệnh lệnh của Ủy ban quân sự của Ủy ban lâm thời Duma Quốc gia và những người đứng đầu được bổ nhiệm", nhưng đồng thời kêu gọi tất cả các đơn vị quân đội "bầu ngay mỗi trung đoàn một đại biểu vào Xô viết đại biểu công nhân để tạo nên ý chí đoàn kết thống nhất của các tầng lớp giai cấp công nhân. Mỗi quân nhân phải tích cực quan tâm đến các sự kiện và cố gắng hết sức để không ai được có những hành động trái với lợi ích của nhân dân".

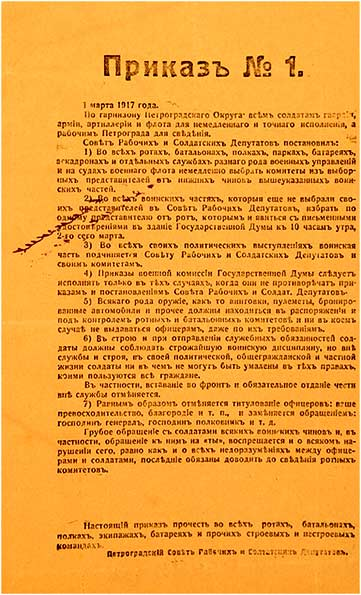
Mệnh lệnh số 1 của Xô viết Petrograd

Tại phiên họp Petrosoviet tối ngày 1 tháng 3 (14) có một liên minh Xô viết đại biểu công tác và Xô viết đại biểu binh lính được thành lập từ các đại biểu đồn trú ở Petrograd và mở rộng Ủy ban Chấp hành Xô viết với việc bầu lại 10 đại biểu từ binh lính và thủy thủ. Để thảo luận về phiên họp Xô viết chung, người ta đã đặt ra câu hỏi về các hành động của Ủy ban lâm thời Duma Quốc gia liên quan đến việc đóng quân ở Petrograd, điều này đã gây ra sự lo lắng trong số các đại biểu của Xô viết, vì họ được coi là một nỗ lực trở lại "trật tự cũ". Vào tối muộn, cuộc thảo luận dẫn đến việc thông qua Mệnh lệnh số 1 tóm tắt các yêu cầu của đại biểu binh lính. Mệnh lệnh ra lệnh thành lập các ủy ban được bầu chọn từ đại biểu của các cấp thấp hơn trong các đơn vị quân đội. Điều chính trong sắc lệnh số 1 là quy định mà theo đó trong tất cả các bài phát biểu chính trị, các đơn vị quân đội giờ đây không phải phụ thuộc vào các sĩ quan, mà là các ủy ban và Xô viết bầu ra họ. Lệnh quy định rằng tất cả vũ khí của các đơn vị quân đội sẽ được đặt dưới sự chỉ huy và kiểm soát của các ủy ban. Với việc thông qua Sắc lệnh số 1, nguyên tắc chỉ huy duy nhất, vốn là cơ bản cho bất kỳ quân đội nào, đã bị vi phạm; kết quả là kỷ luật và hiệu quả chiến đấu giảm mạnh, cuối cùng đã góp phần làm cho ủy ban sụp đổ.
Vào lúc nửa đêm, một cuộc họp chung của Ủy ban lâm thời Duma Quốc gia, Trung ương Đảng Dân chủ Lập hiến, Văn phòng Khối Cấp tiến và Ủy ban Chấp hành Petrosoviet bắt đầu, tại đó các bên cố gắng giải quyết những bất đồng đã nảy sinh. Theo Alexander Ivanovich Spiridovich, lý do chính của những cuộc tranh cãi là do số phận của những sĩ quan "phản cách mạng", những người được đại biểu Duma bao che. Richard Edgar Pipes cũng chỉ ra rằng Pavel Nikolayevich Milyukov theo chủ nghĩa bảo hoàng, người đứng đầu phái đoàn Duma, đã thuyết phục được các thành viên Xô viết từ chối giới thiệu các sĩ quan được bầu và ngay lập tức thành lập nước cộng hòa. Ngoài ra, Chính phủ lâm thời mới lập cam kết tuyên bố ân xá chính trị, đảm bảo quyền tự do dân chủ cho mọi công dân, dỡ bỏ các giới hạn giai cấp, tôn giáo và quốc gia, thay thế cảnh sát bằng lực lượng dân quân trực thuộc chính quyền địa phương, bắt đầu chuẩn bị cho các cuộc bầu cử. Quốc hội Lập hiến và các chính quyền địa phương được bầu trên cơ sở phổ thông, bình đẳng, trực tiếp và bỏ phiếu kín, các đơn vị quân đội đã tham gia phong trào cách mạng không bị tước vũ khí và không phải rút ra khỏi Petrograd. Đến lượt mình, Xô viết Petrograd cam kết lên án mọi hành vi tàn bạo và tham ô tài sản, chiếm giữ sai mục đích các cơ quan công quyền, thái độ thù địch của binh lính đối với các sĩ quan, và kêu gọi binh lính và sĩ quan hợp tác. Vấn đề nông nghiệp và chiến tranh không được nêu ra tại cuộc họp đó. Ủy ban chấp hành Petrosoviet, đã thảo luận vấn đề này tại một cuộc họp trước khi đàm phán với ủy ban Duma, và đã quyết định không gia nhập Chính phủ lâm thời. Tuy nhiên, sau khi nhận được sự đồng ý của Petrosoviet ngay ngày hôm sau Alexander Fedorovich Kerensky đã nhận chức Bộ trưởng Bộ Tư pháp, việc này không tuân theo quyết định chung của cuộc họp.
Ngày 2 (15) tháng 3 năm 1917, Petrosoviet chính thức bàn giao quyền lực nhà nước cho Chính phủ Lâm thời, bất chấp sự phản đối của những người Bolshevik chiếm thiểu số. Để điều phối hoạt động của Petrosoviet và Chính phủ lâm thời, cũng như kiểm soát chính phủ, Ủy ban liên lạc (Контактная комиссия) Ủy ban chấp hành Petrosoviet được thành lập và tồn tại cho đến khi xảy ra cuộc khủng hoảng tháng 4. Ủy ban đã họp trong cùng một tòa nhà với chính phủ và phần lớn mong muốn của Ủy ban đã được Chính phủ lâm thời chấp thuận, bao gồm hầu như tất cả các vấn đề quan trọng. Điều này làm cơ sở cho sự phát triển dần dần quyền lực kép và diễn biến hòa bình của cách mạng trong nước từ tháng 2 đến đầu tháng 7 năm 1917.
Ngày 3 (16) tháng 3 năm 1917 trên tờ báo "Izvestiya" đã đăng "Lời kêu gọi của Ủy ban Chấp hành Petrosoviet gửi công dân về việc thành lập Chính phủ lâm thời" và "Lời kêu gọi của Ủy ban Chấp hành đối với binh sĩ và công nhân liên quan với những lời kêu gọi bạo lực đối với các sĩ quan", trong đó tuyên bố ủng hộ có điều kiện cho Chính phủ lâm thời "trong chừng mực mà thế lực mới nổi lên sẽ hành động theo xu hướng... thực hiện nghĩa vụ và quyết liệt đấu tranh chống lại chính quyền cũ". Do đó, Ủy ban chấp hành đã thực hiện lời hứa của mình là lên án những hành động tàn bạo, thù địch đối với sĩ quan và yêu cầu hợp tác giữa sĩ quan và binh sĩ.
Ngày 6 (19) tháng 3 năm 1917, Ủy ban chấp hành Xô viết Petrograd đã ban hành mệnh lệnh số 2, để giải thích và bổ sung mệnh lệnh số 1, do chủ tịch ủy ban quân sự của Chính phủ lâm thời phê chuẩn, mệnh lệnh này có hiệu lực thi hành tất cả các điều khoản cơ bản được lập bởi mệnh lệnh số 1, giải thích rằng Xô viết Đại biểu Công nhân và Binh sĩ là cơ quan quản lý chỉ dành cho binh lính Petrograd về đời sống chính trị xã hội, còn về mặt nghĩa vụ quân sự, binh lính có nghĩa vụ tuân theo lệnh của chính quyền quân sự. Trong tương lai, nguyên tắc bầu cử sĩ quan đã bị bãi bỏ, với tất cả các sĩ quan đã được bầu giữ nguyên hiệu lực, và các ủy ban binh sĩ được quyền phản đối việc bổ nhiệm các sĩ quan.
Alexander Ivanovich Guchkov, người đã không thành công trong việc cố gắng khiến Petrosoviet hủy bỏ Mệnh lệnh số 1 hoặc ít nhất là chỉ mở rộng hành động cho các đơn vị hậu phương, vào ngày 9 tháng 3 (22) trong bức điện gửi Tướng Mikhail Vasiliyevich Alekseyev, mô tả hệ thống quyền lực kép đã xuất hiện:
Thời gian qua chính phủ không có bất kỳ quyền lực thực sự nào và mệnh lệnh của nó chỉ được thực hiện trong những quy mô được phép của Xô viết các đại biểu công nhân và binh lính, những người có các yếu tố thực quyền quan trọng nhất vì quân đội, đường sắt, bưu điện và điện báo đều nằm trong bàn tay họ. Có thể nói trực tiếp nói thẳng chính phủ chỉ tồn tại chừng nào được phép của Xô viết các đại biểu công nhân và binh lính. Đặc biệt, đối với bộ phận quân sự, bây giờ dường như có thể chỉ đưa ra những mệnh lệnh về cơ bản không trái với nghị quyết của Xô viết nói trên.

## Tăng cường và mở rộng quyền lực
Một số sự kiện khác đã cho thấy, vai trò của Petrosoviet không chỉ đơn thuần là kiểm soát các hoạt động của Chính phủ lâm thời. Đặc biệt, ngay từ những ngày đầu tiên Ủy ban Chấp hành Petrosoviet đã đảm nhận chức năng cấp phép các phương tiện thông tin (điện báo, thư tín, báo chí).
Vào ngày 10 tháng 3 (23), 1917 Petrosoviet và Hiệp hội các nhà sản xuất và chăn nuôi Petrograd đã ký một thỏa thuận về việc hình thành ủy ban nhà máy (заводской комитет) và đưa ra quy định ngày làm việc 8 giờ.
Quyền lực thực sự của Petrosoviet tập trung trong tay Ủy ban chấp hành Petrosoviet, thành viên do các đảng xã hội chủ nghĩa trong Petrosoviet chỉ định. Trong tháng đầu tiên Petrosoviet tiến hành các hoạt động của mình tại thủ đô, vào khoảng tháng 3 đến tháng 4 năm 1917, tại Hội nghị các Xô viết toàn Nga, 16 đại biểu Xô viết các tỉnh và các đơn vị quân đội đã được đưa vào Ủy ban chấp hành Petrosoviet, tổ chức này đã mở rộng quyền lực ra khắp cả nước cho đến khi Đại hội Đại biểu công nhân và binh lính toàn Nga lần thứ nhất được triệu tập. 

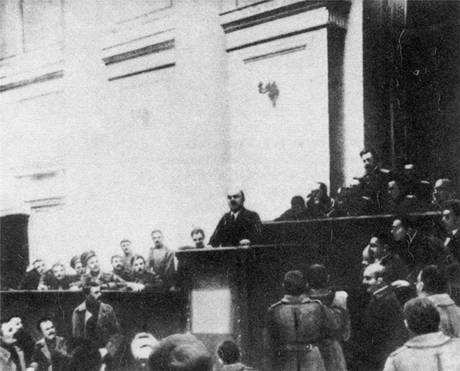
Bài phát biểu của Lenin với Luận cương tháng Tư từ Hội nghị Xô viết Đại biểu Công nhân và Binh lính Petrograd ngày 4 tháng 4 năm 1917

Ban đầu, ban lãnh đạo Petrosoviet không có ý định tạo ra cá nhân trong Xô viết thay thế cơ cấu quyền lực. Những người Xã hội chủ nghĩa Cách mạng và Menshevik coi Xô viết chỉ là một cách để hỗ trợ chính phủ mới từ dưới lên, vì vậy họ đã phối hợp hoạt động của mình với Chính phủ lâm thời. Do đó việc quyết định bắt giữ hoàng gia, Ủy ban chấp hành đã hỏi Chính phủ lâm thời phản ứng như thế nào về việc bắt giữ này. Tuy nhiên, dần dần Xô viết trở thành đối trọng với Chính phủ lâm thời. Cảm nhận được xu hướng này, nhà lãnh đạo Bolshevik Vladimir Ilyich Lenin, người trở về sau cuộc lưu vong vào ngày 3 tháng 4 năm 1917, trong "Luận cương tháng Tư" của mình đã đưa ra ý tưởng chuyển giao toàn bộ quyền lực cho Xô viết và khẩu hiệu "Tất cả quyền lực cho Xô viết!" ("Вся власть Советам!"), mô tả hệ thống Xô viết là một hệ thống nhà nước mới. Nhưng đa số trong Petrosoviet - những người Xã hội chủ nghĩa Cách mạng và Menshevik - coi khẩu hiệu này là cực đoan, chắc chắn về sự cần thiết liên minh với giai cấp tư sản và chủ nghĩa xã hội non trẻ. Với việc Lenin trở lại Nga, Bolshevik bắt đầu nhanh chóng bị tách ra và bị cô lập khỏi mặt trận dân chủ cách mạng tháng Ba.
Vào ngày 15 (28) tháng 3 năm 1917, tờ báo "Izvestiya Petrogradsky Xô viết đại biểu công nhân và binh lính" đăng Tuyên ngôn của Xô viết Petrogradsky "Gửi các dân tộc trên thế giới", tuyên bố những nguyên tắc cơ bản trong chính sách của Xô viết về chiến tranh và hòa bình. Những nguyên tắc này được hình thành khá mơ hồ, dưới hình thức kêu gọi, và do đó không mâu thuẫn với nguyện vọng của đông đảo quần chúng nhân dân, cũng như đường lối chính sách đối ngoại được xây dựng mơ hồ của nhiều đảng phái đại diện trong Xô viết Petrograd, và hơn thế nữa, có thể giải thích theo hướng có lợi cho họ.
Ủy ban Chấp hành Xô viết Petrograd, nhân danh "nền dân chủ Nga", đã hứa "sẽ chống lại bằng mọi cách chính sách bắt giữ các giai cấp thống trị của mình" và kêu gọi các dân tộc châu Âu cùng lên tiếng vì hòa bình. Các tài liệu này được thiết kế để sử dụng bên ngoài và bên trong. Nền dân chủ Nga nhấn mạnh rằng với sự sụp đổ của chế độ  chuyên chế, yếu tố chính việc tuyên truyền sô vanh của các cường quốc Liên minh Trung tâm về "mối đe dọa của Nga" - đã biến mất và cho rằng các nhà xã hội chủ nghĩa Đức lật đổ chế độ quân chủ chuyên chế của chính họ. Đồng thời, bản Tuyên ngôn cũng cảnh báo và không thể không gây ấn tượng với các "kẻ chống phá" (những người ủng hộ việc Nga tiếp tục tham gia Chiến tranh thế giới) rằng: "Chúng ta sẽ kiên định bảo vệ tự do của mình trước mọi sự xâm phạm của bọn phản động, cả bên trong và bên ngoài. Cách mạng Nga sẽ không lùi bước trước lưỡi lê của những kẻ xâm lược và sẽ không để mình bị nghiền nát bởi một lực lượng quân sự bên ngoài".
Vào cuối tháng 3, một cuộc xung đột đã nổ ra giữa Ủy ban chấp hành Petrosoviet và Chính phủ lâm thời do mâu thuẫn giữa Tuyên ngôn "Gửi các dân tộc trên thế giới" được Ủy ban chấp hành thông qua, trong đó lên án chính sách xâm lược của các nước hiếu chiến, và tuyên bố của Bộ trưởng Bộ Ngoại giao Pavel Nikolaevich Milyukov với báo chí về mục tiêu tham gia cuộc chiến theo quan điểm của chính phủ, trong đó nói về việc chiếm Galicia và thôn tính Constantinople, cũng như eo biển Bosporus và Dardanelles. Kết thúc với việc công bố vào ngày 27 tháng 3 (9 tháng 4), 1917, một tuyên bố chính thức thỏa hiệp của Chính phủ Lâm thời về các mục tiêu chiến tranh. Tuy nhiên, một tháng sau, một cuộc tranh cãi mới về các mục tiêu của cuộc chiến đã gây ra một cuộc khủng hoảng chính trị.
Ngày 29 tháng 3 (11 tháng 4) - 3 tháng 4 (16), tạo Petrograd, Hội nghị các Xô viết toàn Nga được tổ chức bởi Xô viết Petrograd, đây là bước quan trọng đầu tiên trong việc chính thức hóa các Xô viết tự phát trong Cách mạng tháng Hai thành một hệ thống toàn Nga. Cuộc họp đã bầu ra thành phần mới của Ủy ban chấp hành Petrosoviet, cơ quan quyền lực cao nhất của Xô viết cho đến khi Đại hội đại biểu công nhân và binh lính toàn Nga lần thứ nhất triệu tập. Trong nghị quyết của mình, các đại biểu đã tán thành việc Nga tiếp tục tham gia chiến tranh thế giới ("chính sách vệ quốc"), ủng hộ chủ trương của Chính phủ lâm thời về vấn đề này với điều kiện "từ bỏ khát vọng xâm lược".
Các cuộc biểu tình lớn vào ngày 20 tháng 4 (ngày 3 tháng 5) và ngày 21 tháng 4 (ngày 4 tháng 5) đã đặt Petrosoviet trước sự cần thiết phải bày tỏ thái độ với quyền lực nhà nước trong nước. Trong cuộc khủng hoảng tháng Tư, Xô viết có đầy đủ cơ hội để lật đổ Chính phủ lâm thời tư sản một cách hòa bình và nắm mọi quyền lực về tay mình. Tuy nhiên, đại diện những người Menshevik Nga, nắm quyền lãnh đạo hiện tại trong Ủy ban chấp hành Xô viết, đã không cho phép làm như vậy. Đồng thời, Xô viết cũng không tránh khỏi trách nhiệm về tình trạng quyền lực đất nước. Kết quả là ý tưởng thành lập chính phủ liên minh giữa các đảng tư sản và các đảng xã hội chủ nghĩa đa số Petrosoviet đã nhận được sự ủng hộ. Ngày 5 tháng 5 (18), Chính phủ liên hiệp đầu tiên được thành lập và vị trí của Xô viết nói chung đối với Chính phủ lâm thời đã thay đổi. Thời kỳ đối đầu trực tiếp giữa hai chính quyền kết thúc, kéo theo một thời kỳ hợp tác trực tiếp mới. Khoảng thời gian từ đầu tháng 5 đến cuối tháng 8 đặc trưng bởi sự ủng hộ của Xô viết Petrograd, cá nhân là các nhà lãnh đạo các đảng Xã hội chủ nghĩa cách mạng và Menshevik, theo nguyên tắc liên minh với giai cấp tư sản và chính sách hòa giải. Xô viết ủng hộ chương trình của chính phủ liên minh đầu tiên và tham gia tích cực vào việc triệu tập Đại hội Xô viết toàn Nga lần thứ nhất.
Cái gọi là sự cố Kronstadt đã gây ra sự báo động lớn ở Petrosoviet - sự kiện bắt đầu vào ngày 17 tháng 5 (30) (theo một số tài liệu khác, ngày 16 tháng 5 (29)) Xô viết Kronstadt tuyên bố mình là cơ quan duy nhất nắm quyền trong thành phố, không công nhận Chính phủ lâm thời và ý định chỉ liên hệ với Xô viết Petrograd. Vào ngày 21 tháng 5 (3 tháng 6), một phái đoàn của Xô viết Petrograd do chủ tịch Nikolay Semenovich Chkheidze dẫn đầu đã đến Kronstadt. Tuy nhiên, chuyến đi không giải quyết được xung đột. Vào ngày 22 tháng 5 (4 tháng 6) Xô viết Petrograd đã thảo luận về vấn đề này tại cuộc họp của mình, nhưng việc bỏ phiếu về nghị quyết đã chuẩn bị bị hoãn lại. Bước tiếp theo được thực hiện bởi Chính phủ lâm thời: Bộ trưởng Bộ Bưu điện và Điện báo Irakli Georgievich Tsereteli, và Bộ trưởng Bộ Lao động Matvey Ivanovich Skobelev, được cử đến Kronstadt - cả hai người không chỉ là bộ trưởng, mà còn đóng một vai trò quan trọng trong Petrograd. Một thỏa hiệp đã đạt được trong chuyến đi, nhưng sau khi họ rời đi, Xô viết Kronstadt quay lại tình trạng cũ. Vào ngày 26 tháng 5 (8 tháng 6), một cuộc họp của Petrosoviet đã diễn ra, tại đó các thành viên của Ủy ban chấp hành và các thư ký xã hội chủ nghĩa đã chỉ trích gay gắt người dân Kronstadt "gian xảo, hai lòng và phản bội lời hứa của mình". Nghị quyết được thông qua là kết quả của cuộc thảo luận khá khó khăn và yêu cầu phải phục tùng vô điều kiện của Chính phủ lâm thời.
Sau khi thành lập Ủy ban Chấp hành trung ương Xô viết Đại biểu Công nhân và Binh lính tại Đại hội Xô viết toàn Nga lần thứ nhất (diễn ra từ ngày 3 tháng 6 (16) đến ngày 24 tháng 6 (ngày 7 tháng 7) năm 1917), Ủy ban chấp hành Petrosoviet đã trở thành một bộ phận của nó; hoạt động của các phòng, ban của Ủy ban chấp hành trung ương Xô viết công nhân và binh lính (không thường trực, quân sự, kinh tế, nông nghiệp, lương thực, đường sắt, tư pháp, v.v.) gắn bó chặt chẽ với công việc của các ban, bộ phận của Petrosoviet. Với sự khởi đầu của Đại hội, vai trò và tầm quan trọng chính trị của Xô viết Petrograd dần dần mờ nhạt. Tháng 6 năm 1917, Ủy ban chấp hành Xô viết Petrograd thành lập Sở Thành phố Ủy ban Chấp hành Trung ương Xô viết Đại biểu Công nhân và Binh lính, cơ quan này chủ yếu phụ trách các hoạt động của giai cấp vô sản Petrograd và các đơn vị binh lính.

## Bolshevik hóa Xô viết

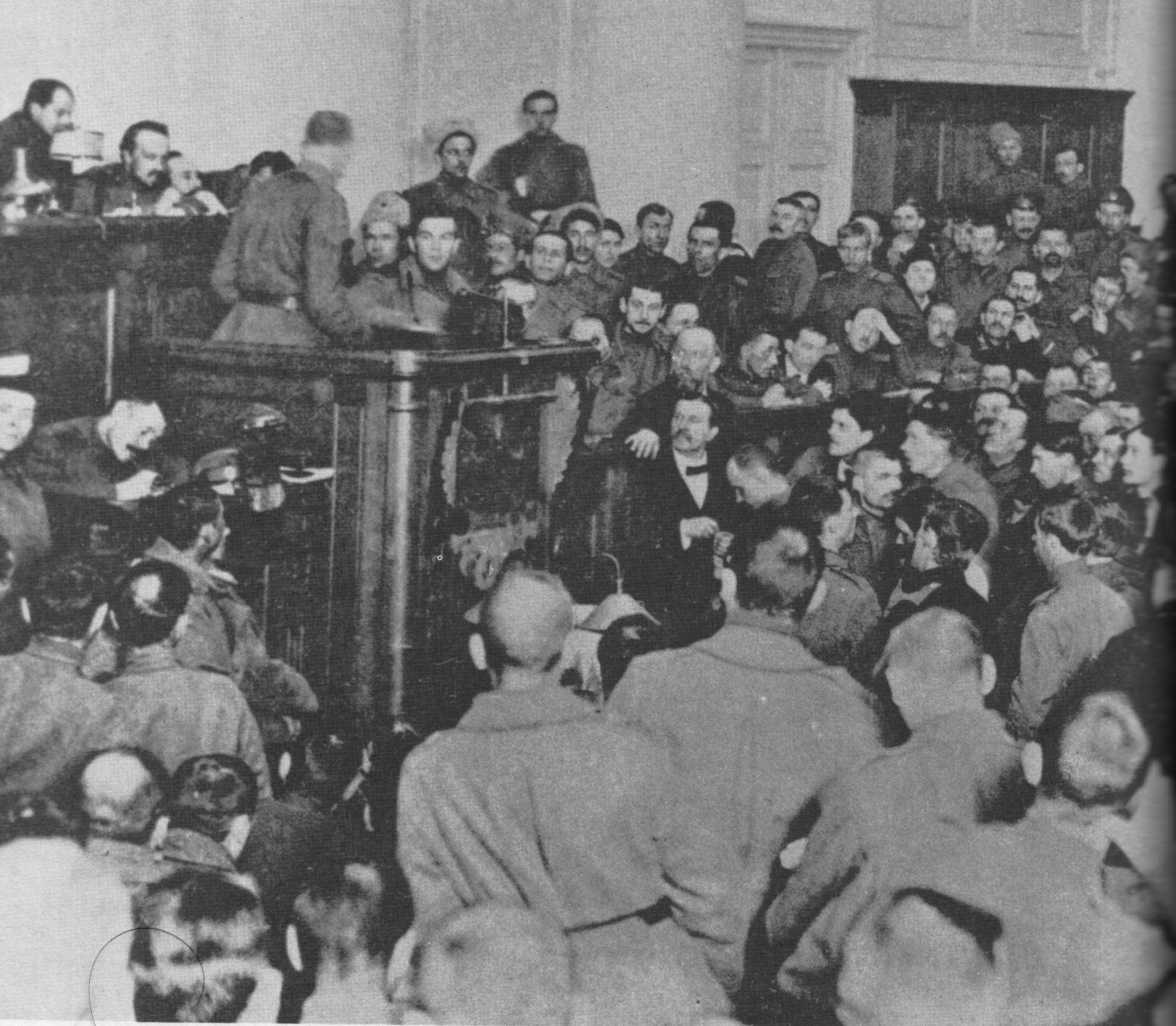
Phiên họp Xô viết Petrograd vào đầu cuộc Cách mạng năm 1917

Vào ngày 9 tháng 3 (22), khi phe Bolshevik của Petrosoviet được thành lập, nó chỉ có khoảng 40 thành viên. Với sự chiếm ưu thế của những người theo chủ nghĩa xã hội cách mạng và những người Menshevik trong Xô viết, Trung ương Đảng Lao động Dân chủ Xã hội Nga (b) đã kêu gọi các tổ chức đảng của Petrograd sớm tìm cách bầu cử lại các đại biểu. Vào ngày 7 tháng 5 (20) trên tờ "Pravda", công bố dự thảo lệnh cho các đại biểu Bolshevik được bầu vào Xô viết. Ngay cả các cuộc bầu cử lại từng phần đã thay đổi đáng kể tỷ lệ cán cân quyền lực trong Xô viết Petrograd. Đến đầu tháng 7, phe Bolshevik có khoảng 400 thành viên. Những người Bolshevik chiếm ưu thế trong bộ phận công nhân của Xô viết, nhưng bộ phận binh lính vẫn tiếp tục đi theo các thủ lĩnh xã hội chủ nghĩa cách mạng. Tất cả những điều này đã dẫn đến những biến động lớn trong đường lối chính trị của Xô viết Petrograd vào tháng 7 và tháng 8.
Một sự thay đổi cơ bản trong thành phần chính trị của Xô viết Petrograd xảy ra vào cuối tháng 8 và đầu tháng 9. Sự sụp đổ của Riga (ngày 21 tháng 8 (ngày 3 tháng 9), 1917) và cuộc binh biến của tướng Kornilov đã dẫn đến tâm trạng "tả khuynh" của đa số đại biểu ngoài đảng trong Xô viết. Trong bài phát biểu của Kornilov, Ủy ban Quân sự Cách mạng đầu tiên được thành lập dưới quyền Petrosoviet để tổ chức bảo vệ thủ đô; sau khi cuộc binh biến bị dập tắt, Ủy ban đã bị giải thể. Lợi dụng sự thất bại của bài phát biểu Kornilov (ngày 28 tháng 8 (ngày 10 tháng 9) năm 1917) và cuộc khủng hoảng chính trị sau đó, những người Bolshevik đã cố gắng tổ chức nghị quyết "Về quyền lực" tại phiên họp tối ngày 31 tháng 8 (ngày 13 tháng 9 năm 1917), yêu cầu chuyển giao toàn bộ quyền lực ở Nga cho Xô viết. Lần đầu tiên trong lịch sử, Xô viết Petrograd bỏ phiếu về một vấn đề chủ yếu, những người Bolshevik đã nhận được đa số phiếu của các đại biểu. Cố gắng can thiệp vào việc Bolshevi hóa của Xô viết Petrograd, Đoàn Chủ tịch Xã hội chủ nghĩa cách mạng-Menshevik gồm Nikolay Semenovich Chkheidze, Abram Rafailovich Gots, Fyodor Ilyich Dan, Irakli Georgievich Tsereteli, Viktor Mikhailovich Chernov - đã từ chức, dẫn đến ngày 9 tháng 9 (22), năm 1917 Lev Trotsky được bầu làm Chủ tịch Xô viết Petrograd, không lâu trước đó đã phát hành tờ "Crosses". Ngày 25 tháng 9 (ngày 8 tháng 10 năm 1917), cuộc bầu cử lại ủy ban chấp hành Petrosoviet diễn ra. Trong khu vực công nhân, 230 đại biểu đã bỏ phiếu cho những người Bolshevik, 156 cho những người Cách mạng Xã hội và những người Menshevik. Đến đầu tháng 11 những người Bolshevik có tới 90% số phiếu bầu trong Xô viết Petrograd.
Yêu cầu của đa số đại biểu Petrograd vào ngày 31 tháng 8 về việc chuyển giao tất cả quyền lực ở Nga cho Xô viết, đã khởi xướng một quá trình Bolshevik hóa nhanh chóng Xô viết các đại biểu Công nhân và Binh sĩ Petrograd. Một lần nữa, bầu không khí gợi nhớ đến những tháng đầu tiên của quyền lực kép, cuộc đối đầu giữa Xô viết và chính phủ, lại nổi lên. Tuy nhiên, giờ đây, Xô viết hầu như chỉ ủng hộ một đảng từ khối dân chủ cách mạng thống nhất trước đây. Phần các đảng còn lại - những người theo chủ nghĩa cách mạng xã hội chủ nghĩa, những người Menshevik, những người ủng hộ quyền lực chính phủ liên hiệp do Alexander Fedorovich Kerensky đứng đầu chỉ được một thiểu số đại biểu ủng hộ.
Dựa vào phần lớn những người ủng hộ mạnh mẽ của họ ở Petrosoviet, những người Bolshevik, bất chấp sự phản đối của Ủy ban Chấp hành Trung ương, đã có thể triệu tập Đại hội đại biểu công nhân và binh lính toàn Nga lần thứ II và tổ chức cuộc khởi nghĩa vũ trang tháng Mười.
Vào đêm trước của Đại hội II, Bolshevik Petrosoviet đã tổ chức một đại hội khu vực, Đại hội các Xô viết khu vực phía Bắc lần thứ nhất, bao gồm Petrograd và Baltic. Đại hội được tổ chức vào ngày 11-13 tháng 10 (24-26) năm 1917 tại Petrograd và đặc trưng bởi sự chiếm ưu thế rõ rệt của những người theo chủ nghĩa xã hội cấp tiến: trong số 94 đại biểu tham dự Đại hội có 51 người Bolshevik và 24 người Xã hội chủ nghĩa cách mạng cánh tả. Ủy ban khu vực phía Bắc, được bầu tại Đại hội gồm 11 người Bolshevik và 6 người Xã hội chủ nghĩa cách mạng cánh tả, đã phát động một hoạt động sôi nổi để chuẩn bị cho Đại hội II toàn Nga. Vào ngày 16 tháng 10, các bức điện đã được gửi thay mặt cho những người Bolshevik Petrosoviet, Mossovet (Xô viết Moskva) và Đại hội các Xô viết khu vực phía Bắc với đề nghị cử các đại biểu của họ tới Đại hội trước ngày 20 tháng 10. Hoạt động này diễn ra trên nền tảng không thiện chí của những người Menshevik và các đảng xã hội chủ nghĩa cách mạng cánh hữu nói chung miễn cưỡng triệu tập Đại hội vì việc này thực sự làm phương hại đến ý chí của Quốc hội Lập hiến về vấn đề quyền lực trong nước.

### Ủy ban cách mạng quân sự Petrograd
Vào ngày 9 tháng 10 (22), khi quân đội Đức chiếm đóng vịnh Riga tiếp cận thủ đô ở một khoảng cách nguy hiểm, những người theo chủ nghĩa xã hội cánh hữu (Menshevik và những người chủ nghĩa xã hội cách mạng) đã đệ trình lên Ủy ban chấp hành Petrograd đề xuất thành lập Ủy ban Phòng thủ Cách mạng để bảo vệ thủ đô từ người Đức; Ủy ban đã được kêu gọi để công nhân thủ đô tham gia vào việc bảo vệ Petrograd. Những người Bolshevik ủng hộ đề xuất, coi đây là cơ hội để hợp pháp hóa Cận vệ Đỏ. Vào ngày 16 tháng 10 (29) Hội nghị toàn thể Xô viết  Petrograd đã thông qua một nghị quyết do chủ tịch Xô viết Trotsky đề xuất về việc thành lập Ủy ban Quân sự Cách mạng - như đã nói, để bảo vệ cuộc cách mạng khỏi "cuộc tấn công chuẩn bị công khai của quân đội và dân sự Kornilovtsy". Trên thực tế, Ủy ban quân sự cách mạng đã trở thành trụ sở hợp pháp của cuộc khởi nghĩa vũ trang tháng Mười.
Cũng giống như Mệnh lệnh số 1 vào đêm ngày 2 tháng 3 (15) đặt toàn bộ đơn vị đồn trú của thủ đô dưới quyền của Xô viết Petrograd, các quyết định của Xô viết ngày 9 (22) và 16 (29) tháng 10 liên quan đến việc thành lập Ủy ban Cách mạng Quân sự cho phép nó, một lần nữa thiết lập quyền kiểm soát các lực lượng vũ trang của thành phố. Xung đột mới này không còn có thể được giải quyết một cách hòa bình nữa, vì Kerensky và các bên ủng hộ ông ta từ chối thỏa hiệp với những người Bolshevik, và tham gia vào bất kỳ cuộc đối thoại nào. Xô viết Petrograd đang tiến tới một cuộc khởi nghĩa theo khẩu hiệu của những người Bolshevik "Tất cả quyền lực cho Xô viết!".
Ủy ban Quân sự Cách mạng bao gồm hàng chục người - những người Bolshevik, những người theo chủ nghĩa xã hội cách mạng cánh tả và những người theo chủ nghĩa vô chính phủ. Theo Quy định về Ủy ban Quân sự Cách mạng đã được Petrosoviet phê duyệt bao gồm các tổ chức đảng quân sự của các đảng Xã hội Chủ nghĩa Cánh tả và Bolshevik, đại biểu Đoàn Chủ tịch và Bộ phận Binh lính Petrosoviet, đại biểu Bộ chỉ huy Cận vệ Đỏ, Ủy ban Trung ương Hạm đội Baltic (Tsentrobalt) và Ủy ban Chấp hành Trung ương Hải quân (Centroflot), các nhà máy, ở Trung ương và Petrograd v.v... Ủy ban Quân sự Cách mạng cũng tuyên bố rằng tất cả đại biểu những người Bolshevik và Xã hội chủ nghĩa Cách mạng Cánh tả, tất cả Cận vệ đỏ, binh lính đồn trú ở Petrograd và thủy thủ Hạm đội Baltic đều thuộc quyền Ủy ban.

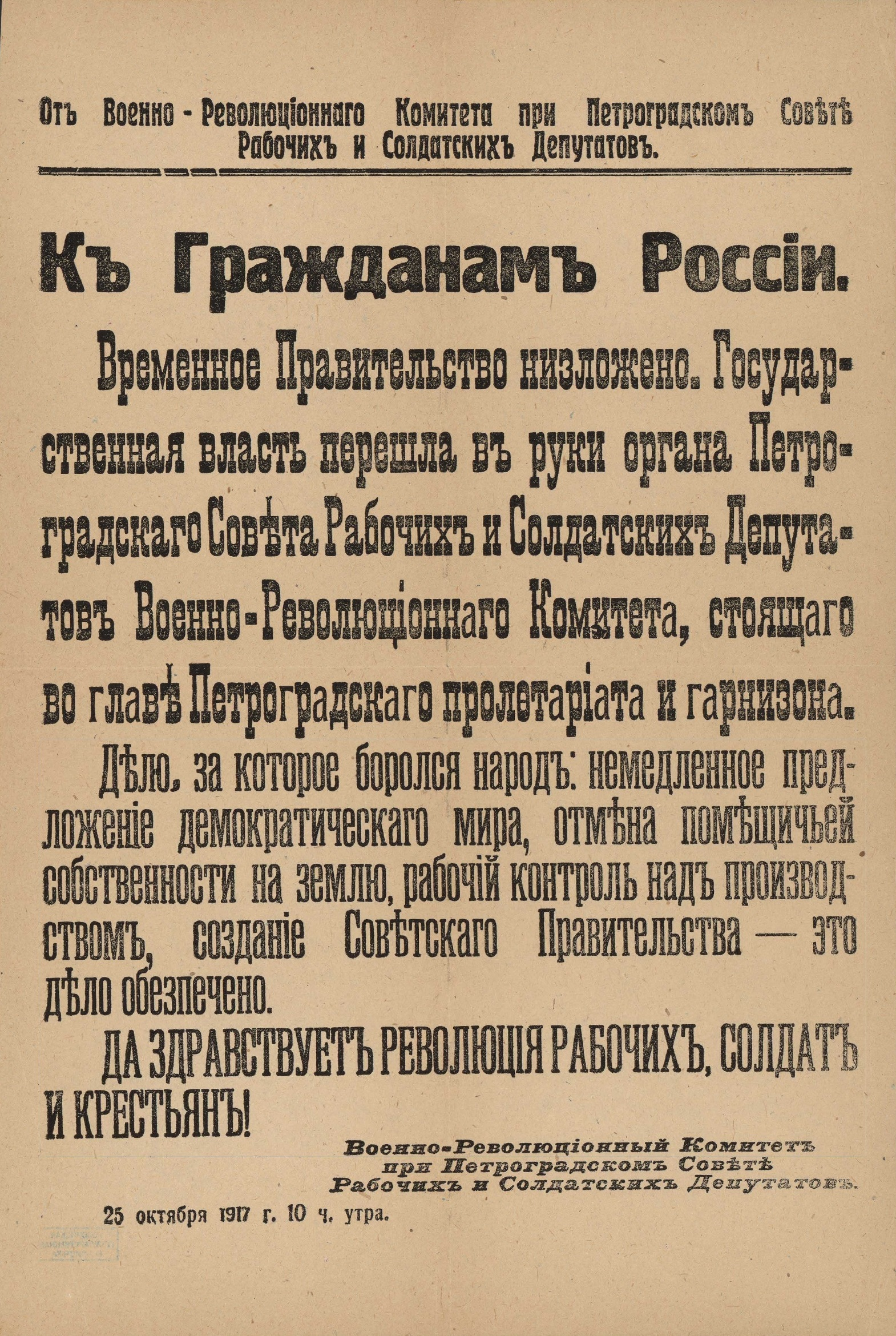
Ủy ban Quân sự Cách mạng tuyên bố giải tán Chính phủ lâm thời

Vào ngày 21 tháng 10 (ngày 3 tháng 11), cuộc họp của đại biểu các ủy ban trung đoàn đơn vị đồn trú Petrograd đã công nhận Xô viết Petrograd là chính quyền duy nhất trong thành phố, sau đó Ủy ban Quân sự Cách mạng bắt đầu bổ nhiệm các ủy viên của mình cho các đơn vị quân đội, kho vũ khí và đạn dược, nhà máy và đường sắt, thay thế các ủy viên của Chính phủ lâm thời. Ngày 23 tháng 10 (ngày 5 tháng 11), đích thân Chủ tịch Xô viết thành phố Petrograd, Trotsky, đã "phân phối" các vị trí đóng quân dao động cuối cùng - Pháo đài Peter và Paul. Đến ngày 24 tháng 10 (ngày 6 tháng 11) các ủy viên của Ủy ban Quân sự Cách mạng đã được bổ nhiệm vào tất cả các vị trí chiến lược chính trong thủ đô. Nếu không có sự cho phép của họ, mệnh lệnh của Chính phủ lâm thời và Tổng hành dinh Quân khu Petrograd không được thực hiện.
Đến sáng ngày 25 tháng 10 (ngày 7 tháng 11) gần như toàn bộ thành phố đã nằm trong tầm kiểm soát của Ủy ban Quân sự Cách mạng. Cùng ngày trong lời kêu gọi "Gửi nhân dân Nga!" do Lenin viết, Ủy ban Quân sự Cách mạng tuyên bố rằng Chính phủ lâm thời đã bị phế truất và quyền lực nhà nước đã về tay Xô viết. Bộ chỉ huy dã chiến Ủy ban được thành lập, đêm ngày 26 tháng 10 (ngày 8 tháng 11) đã tiến hành chiến dịch chiếm Cung điện Mùa Đông và bắt giữ Chính phủ lâm thời.

## Thời kỳ Nội chiến
Sau thắng lợi của cuộc khởi nghĩa vũ trang, Petrosoviet trở thành cơ quan quyền lực cao nhất thành phố. Ngày 17 (30) tháng 11 năm 1917 tại Ủy ban chấp hành Petrosoviet đã thành lập các sở phụ trách các ngành khác nhau kiểm soát kinh tế thành phố.
Kể từ ngày 25 tháng 2 năm 1918, liên quan đến sự hợp nhất của Xô viết Đại biểu Công nhân và Binh lính với Xô viết Đại biểu Nông dân Petrosoviet được gọi là Xô viết Đại biểu Công nhân, Nông dân và Binh lính Petrograd, và kể từ ngày 16 tháng 4 năm 1918 - Xô Viết Đại biểu Công nhân, Nông dân và Hồng quân Petrograd.
Sau khi chính phủ Xô viết chuyển đến Moskva vào tháng 3 năm 1918, hệ thống chính quyền ở Petrograd đã thay đổi. Vào ngày 10 tháng 3, Đoàn chủ tịch Xô viết Petrograd đã đưa ra quyết định thành lập Xô viết ủy viên nhân dân Công xã Lao động Petrograd. Thành phần của nó đã được thông qua bởi Hội nghị toàn thể Xô viết Petrograd vào ngày 13 tháng 3 năm 1918. Trên thực tế, Xô viết ủy viên nhân dân đã được thay thế bởi Ủy ban chấp hành, mặc dù sau đó không bị giải tán. Petrosoviet được tuyên bố là "cơ quan quyền lực địa phương tối cao", trong khi Xô viết Ủy viên Nhân dân Công xã chịu trách nhiệm trước Petrosoviet và Ủy ban chấp hành Petrosoviet. Các bộ phận của Petrosoviet sáp nhập với các Dân ủy tương ứng của Công xã Lao động Petrograd (giáo dục, tài chính, kích động và báo chí, kinh tế thành phố, tư pháp, lương thực, quân sự, kinh tế quốc dân, trợ cấp xã hội, thông tin liên lạc).
Sau khi Liên minh Công xã khu vực phía Bắc (Сою́з комму́н Се́верной о́бласти) được thành lập vào ngày 29 tháng 4 năm 1918, Xô viết ủy viên nhân dân Công xã Lao động Petrograd, các dân ủy được tổ chức lại thành các cơ quan tương tự Liên minh.
Tháng 2 năm 1919, Liên minh bị bãi bỏ, Petrosoviet được khôi phục và cơ cấu của Petrosoviet thay đổi: trên cơ sở các dân ủy Xô viết cũ được thành lập 12 sở ngành, đến mùa thu năm 1919, con số này tăng lên 15.
Trong cuộc Nội chiến, Petrosoviet đã cung cấp nhiên liệu và lương thực cho thành phố, đấu tranh chống lại dịch bệnh, và sau chiến tranh đã khôi phục nền kinh tế và công nghiệp thành phố.
Ngày 2 tháng 8 năm 1920, Đại hội X Xô viết tỉnh Petrograd đã quyết định hợp nhất Ủy ban chấp hành chính quyền Petrograd và Ủy ban chấp hành tỉnh. Cơ quan quản lý địa phương cao nhất là Đại hội Đại biểu Xô viết Công nhân, Nông dân và Hồng quân, được triệu tập hai lần một năm. Petrosoviet vẫn là cơ quan chính quyền địa phương cao nhất ở Petrograd. Cơ quan quyền lực hành pháp cao nhất ở thành phố và ở tỉnh là Uy ban chấp hành, giữa các kỳ đại hội cấp tỉnh của Xô viết đều tuân theo Xô viết Petrograd.
Theo quyết định của Đại hội Xô viết toàn Liên bang lần thứ II vào ngày 26 tháng 1 năm 1924, Petrograd được đổi tên thành Leningrad, và Petrosoviet được gọi là Xô viết Đại biểu Công nhân, Nông dân và Hồng quân Leningrad (Lensovet).